# Amphithéâtre Cogeco
 (décembre 2024).
Si vous disposez d'ouvrages ou d'articles de référence ou si vous connaissez des sites web de qualité traitant du thème abordé ici, merci de compléter l'article en donnant les références utiles à sa vérifiabilité et en les liant à la section « Notes et références ».
L’amphithéâtre Cogeco est un amphithéâtre extérieur multifonctionnel et un espace culturel situé à Trois-Rivières au Québec (Canada), au confluent de la rivière Saint-Maurice et du fleuve Saint-Laurent. Il se nomme ainsi grâce à une entente de partenariat avec l'entreprise Cogeco. Accueillant une grande variété de spectacles au cours de la saison estivale, la structure est également utilisée pour la tenue d'événements corporatifs au cours de l'année. Du mois de novembre au mois de mai, la scène de l'amphithéâtre se transforme en salle de spectacle intérieure plus intime, le Cabaret de l'Amphithéâtre Cogeco. En 2016, l'édifice fut l'un des 12 lauréats de la médaille du Gouverneur général en architecture (ces distinctions soulignent le design exceptionnel d'oeuvres réalisées par des architectes canadiens).

## Infrastructure
La salle de spectacle extérieure est pourvue de 3 300 sièges couverts, plus de 200 sièges de loges corporatives et compte également une esplanade gazonnée pouvant recevoir 5 500 personnes, pour un total de 9 000 spectateurs.[réf. nécessaire] L'amphithéâtre intègre des équipements scéniques extérieurs permettant d'accueillir des productions locales, nationales ou internationales.
Il peut également être utilisé pour des événements corporatifs car plusieurs salles et espaces de l’amphithéâtre peuvent y être aménagés pour accueillir ce type d'événement. La cage de scène, fermée à l’aide d’une porte d’acier et de verre, est transformée en salle de spectacle de novembre à mai afin de présenter des spectacles de style cabaret.

## Histoire

### Mise en place du projet

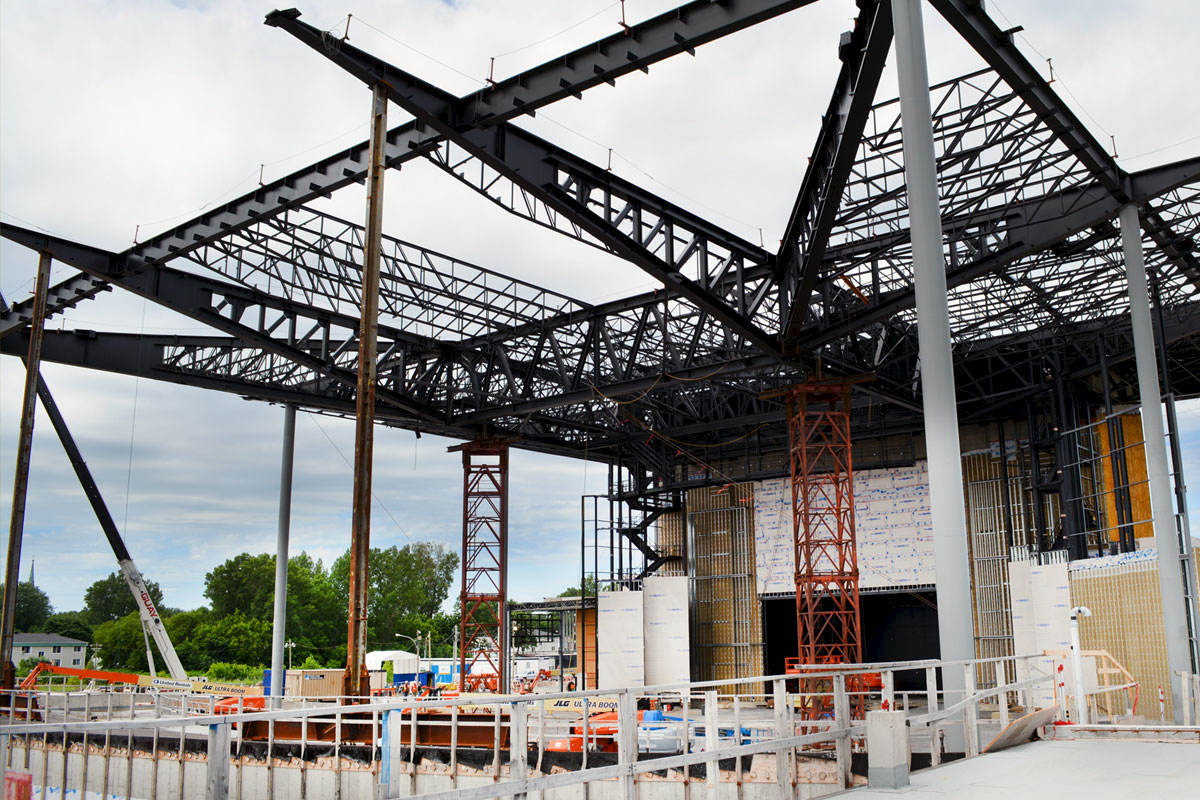
Édification de l'amphithéâtre.

Le projet porté par le maire de la ville de Trois-Rivières Yves Lévesque a été annoncé en 2009 pendant les célébrations du 375e anniversaire de Trois-Rivières. Le gouvernement du Québec et celui du Canada ont offert à la ville en guise de cadeau quarante millions de dollars pour le projet. En 2009, un concours d'architecture a été mis sur pied, intéressant même des architectes européens. Le 5 avril 2011, le jury a fait connaître son choix. Séduit[non neutre] par son projet intitulé « Le Temple », le jury a choisi l'architecte montréalais Paul Laurendeau, justifiant son choix par les raisons suivantes :
- L’élégance de son caractère monumental et son ouverture généreuse vers la rivière Saint-Maurice et le fleuve Saint-Laurent qui contribueront à l’image de marque de la ville de Trois-Rivières ;
- La qualité de son implantation, la mise en valeur du site et la qualité des espaces publics riverains ;
- La qualité des espaces intérieurs en termes d’apport de lumière naturelle ;
- La clarté et la simplicité de l’organisation spatiale.

### Documentaire
Mandaté par l'architecte Paul Laurendeau, le photographe professionnel Marc Gibert / Adecom a documenté l'évolution des travaux de construction de l'amphithéâtre de 2013 jusqu'à sa phase finale en 2015.

### Gestion
Les opérations de l'amphithéâtre Cogeco sont gérées par la Corporation des événements de Trois-Rivières, un organisme paramunicipal né en 2009, d'abord connu sous le nom de la Corporation de l'amphithéâtre de Trois-Rivières. Cet organisme relève de la direction des arts et de la culture de la ville de Trois-Rivières. Il a pour mandat de gérer les opérations de l'Amphithéâtre Cogeco et est également responsable de la réalisation d'événements trifluviens tels que la série Centro et les Délices d'automne.

## Événements
L'amphithéâtre Cogeco présente une variété de spectacles en plein air de juin à septembre.

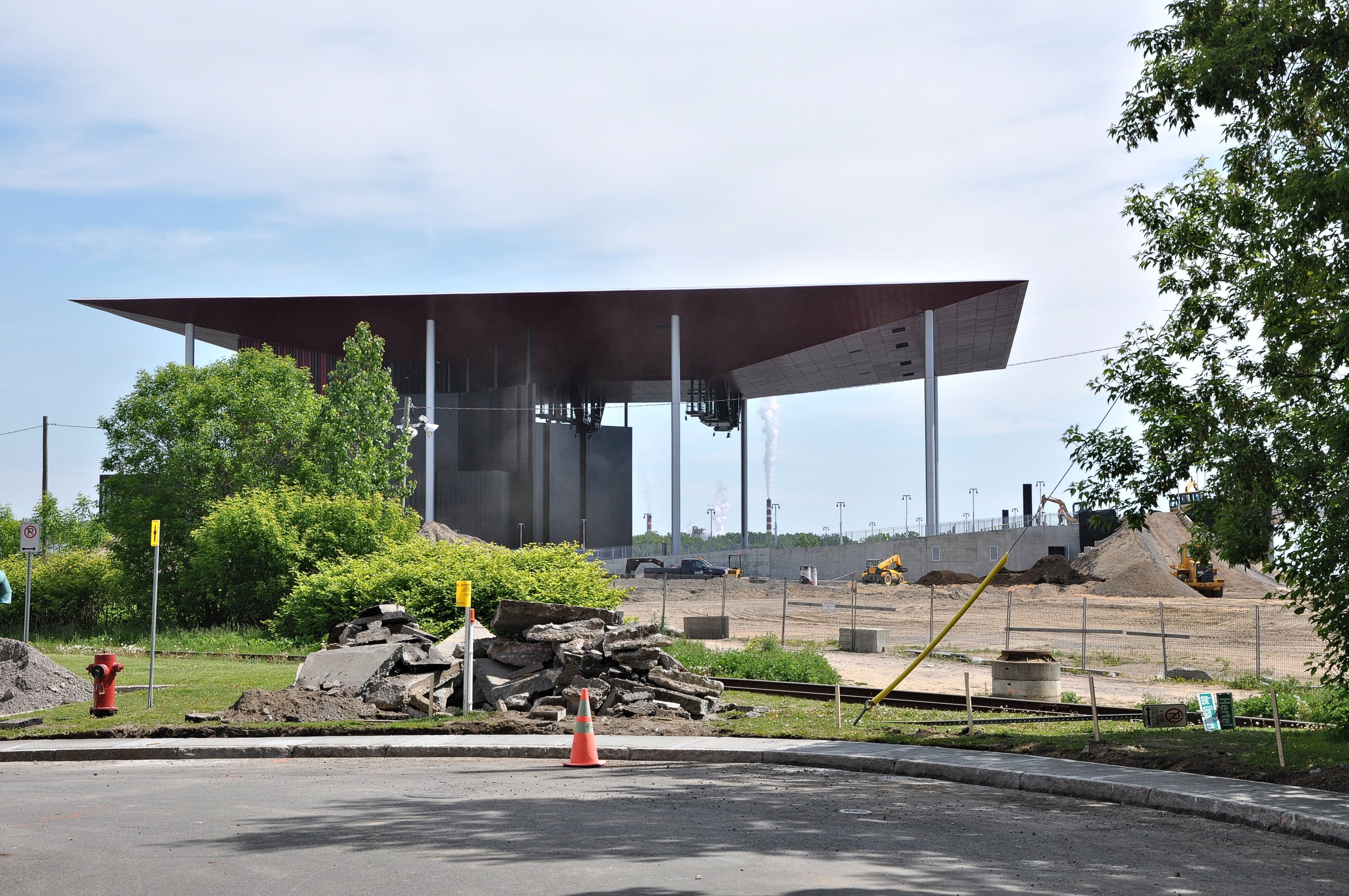
Travaux de finition en juin 2015.

### Inauguration
Le 12 juillet 2015, lors d’une journée portes ouvertes durant laquelle les gens ont pu visiter les installations quelques jours avant l’ouverture officielle, près de 15 000 curieux se sont déplacés pour l’événement[réf. nécessaire].  

### Cirque du Soleil
Une entente de principe conclue avec le Cirque du Soleil s'étalera sur une période de cinq ans et prévoit vingt représentations au cours de la saison estivale à compter de 2015. Chaque année, il est prévu qu'un nouveau spectacle différent et exclusif soit développé.
En 2015, l'amphithéâtre Cogeco présentait le premier opus de la Série Hommage du Cirque du Soleil s’inspirant de l’œuvre musicale d’un groupe icône de la musique québécoise, Beau Dommage. Au terme des vingt représentations du 15 juillet au 15 août 2015 qui marquaient l’inauguration de ce nouvel équipement culturel, 64 000 spectateurs ont pu assister au spectacle Le Monde est Fou.
À la suite du succès remporté par ce premier spectacle hommage, ce qui devait être une relation de trois ans s’est officiellement prolongé de deux années.
En 2016, le Cirque du Soleil a présenté le spectacle Tout écartillé, rendant hommage à l'œuvre de Robert Charlebois. Au total, 58 000 personnes ont assisté aux représentations qui avaient lieu du 13 juillet au 13 août 2016.
En 2017, la Série Hommage du Cirque du Soleil se concentra sur l'œuvre de Luc Plamondon. Le troisième opus exclusif intitulé Stone -  Hommage à Plamondon fut présenté devant quelque 62 000 spectateurs du 19 juillet au 19 août 2017. Il est également annoncé que l'entente est de nouveau bonifiée, et que le nombre de spectacles est maintenant porté à 10.
En 2018, c'est l’œuvre du groupe Les Colocs qui a été revisitée par le Cirque du Soleil dans le spectacle Juste une p'tite nuite.
En 2019, le 5e opus de la Série Hommage, Joyeux Calvaire, revisite l’œuvre du groupe Les Cowboys Fringants.
En 2022, après 2 ans d'arrêt, le spectacle Vive nos divas! rend hommage aux voix féminines de la chanson québécoise.
En 2023, le Cirque présente, pour la première fois dans la Série Hommage, un spectacle axé sur une personnalité sportive « GUY! GUY! GUY! » en hommage à Guy Lafleur.
En 2024, c'est au tour du groupe humoristique Rock et Belles Oreilles d'être mis à l'honneur, dans une production intitulée «The Cirque».
En 2025, le Cirque rendra hommage à l'auteur-compositeur-interprète Daniel Bélanger avec le spectacle intitulé Les incouchables.

### Trois-Rivières en Blues
De 2015 à 2023, le festival Trois-Rivières en Blues présente la portion internationale de son festival à l'Amphithéâtre Cogeco. En 2015, la présence du groupe ZZ Top a marqué la première année de l'amphithéâtre. En 2016, J.Kay & Steppenwolf, Colin James et Kenny Wayne Shepherd faisaient office de tête d'affiche.
En 2017, l'organisation a annoncé la présence de Styx et Jonny Lang, alors qu'en 2018 les têtes d'affiches furent Georges Thorogood et Buddy Guy.

### Spectacles
La première saison de l'amphithéâtre s'est clôturée avec le spectacle 100 avenue des Draveurs – Grand rassemblement musical  les 5 et 6 septembre 2015. La production singulière regroupait les artistes Ginette Reno, Karim Ouellet, Steve Hill, QW4RTZ, Alexandre Désilets, et plusieurs autres, accompagnés par l'Orchestre symphonique de Trois-Rivières.
Les 30 et 31 août 2016, l'amphithéâtre Cogeco avait la chance[non neutre] d’accueillir l’une des plus grandes chanteuses de renommée internationale[non neutre] pour un événement caritatif, Céline Dion[réf. nécessaire]. Ce sont 16 000 personnes qui se sont déplacées pour assister à cet événement unique. Céline pour les enfants a permis d’amasser 1 700 000 $ pour la Fondation Céline Dion grâce aux concerts-bénéfice.[réf. nécessaire]
Jean-Marc Parent a été le premier humoriste a fouler les planches de l'amphithéâtre les 3 et 4 septembre 2016 avec son spectacle Événement JMP.
En 2017, la comédie musicale Grease s'arrêta à l'amphithéâtre les 1, 2 et 3 septembre. Elvis Experience (avec Martin Fontaine) fait également partie de la programmation, les 8 et 9 septembre 2017.
En 2018, les groupes Chicago, Kaleo et Milky Chance ont fait vibré les planches de l'amphithéâtre[Quoi ?], en plus de recevoir la comédie musicale Notre-Dame de Paris pour 4 représentations du 29 août au 1er septembre 2018.

## Le Cabaret
Le cabaret accueille différents spectacles plus intimes en dehors de la saison estivale. La salle a une capacité de 300 à 650 places, selon la configuration. Le Cabaret a accueilli des artistes tels que Patrick Watson, Brigitte Boisjoli et Galaxie en 2015. En 2017, Bears of Legend, Dawn Tyler Watson et QW4RTZ font, entre autres, partie de la programmation, tandis qu'en 2018, Vincent Vallières, Daniel Bélanger, Loud et Koriass font partie des artistes qui sont venus présenter leur spectacle au Cabaret.[réf. nécessaire]

## Galerie

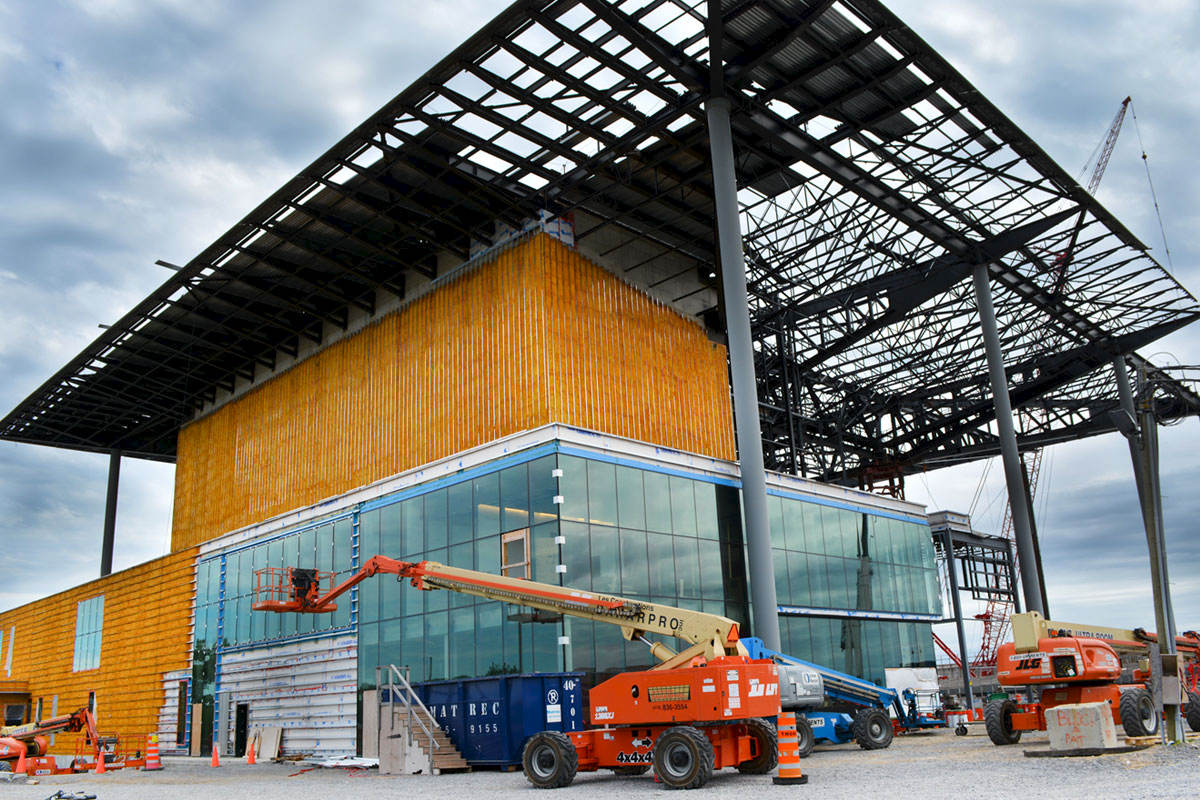
Construction, 25 octobre 2014.
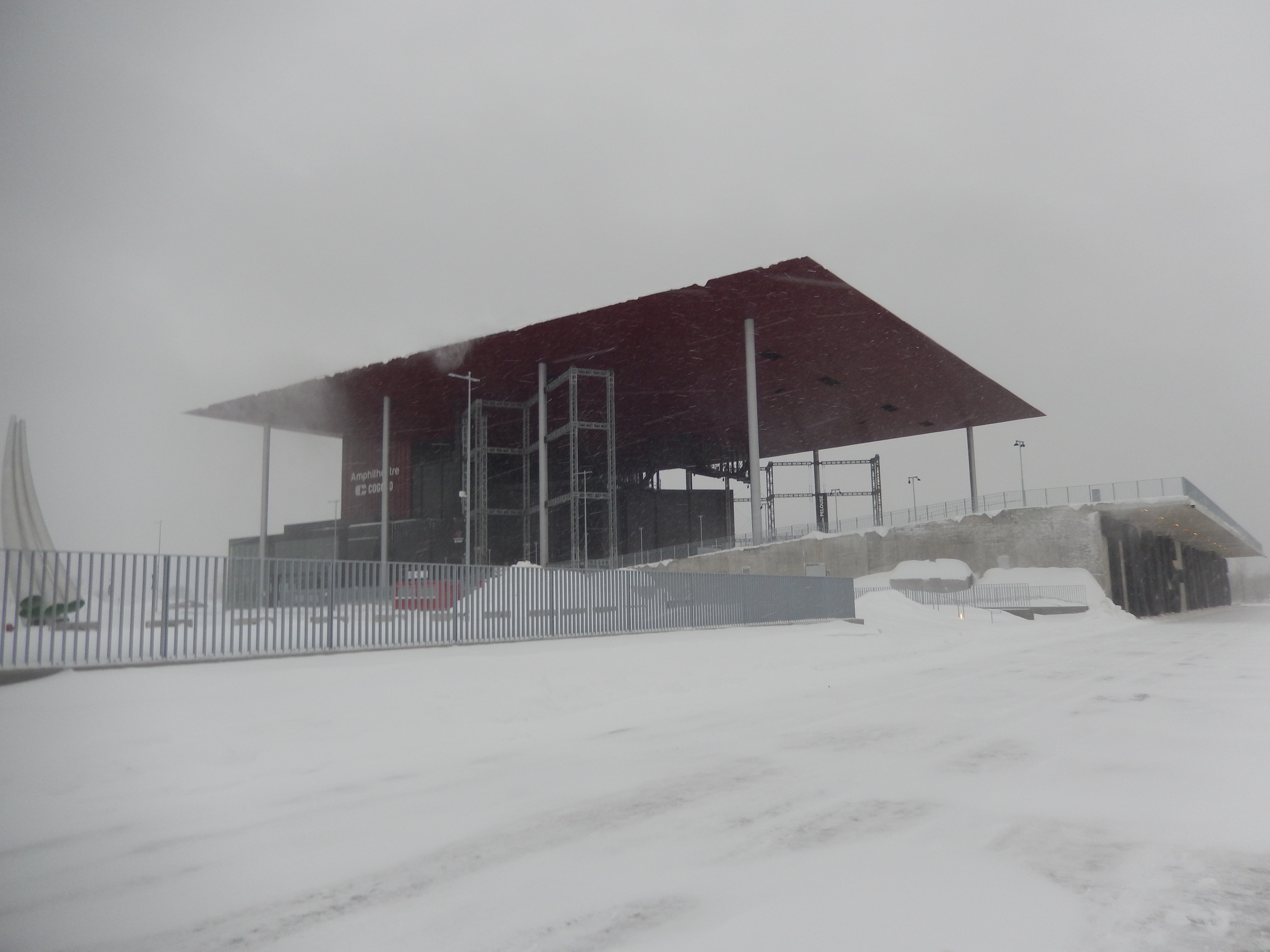
Amphithéâtre Cogeco, 3 janvier 2017.
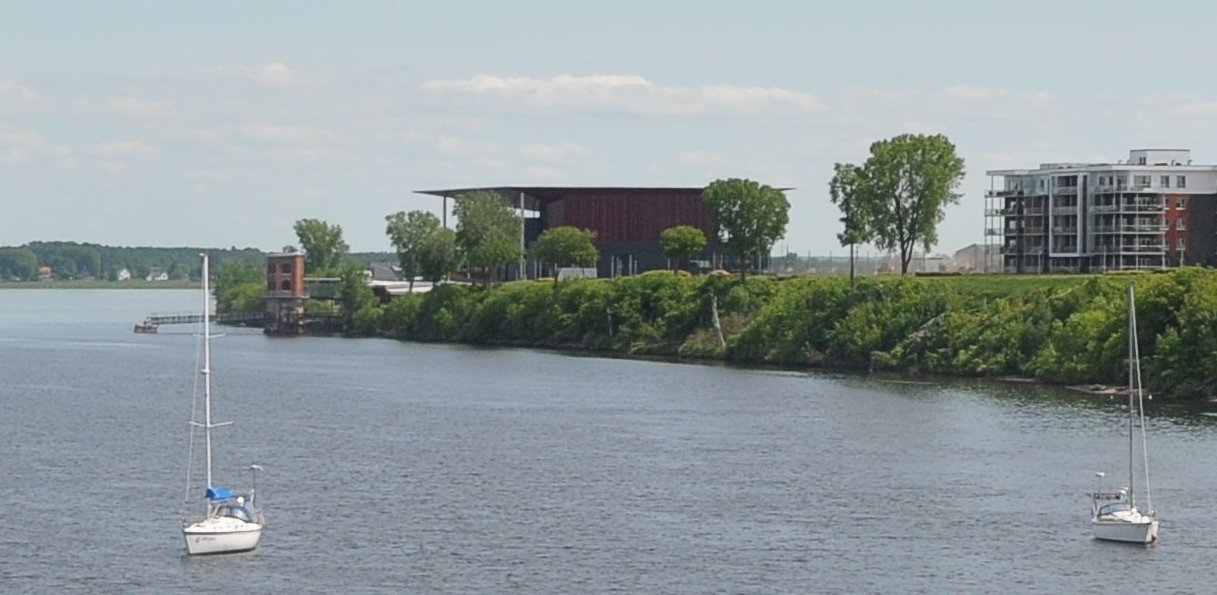
L'amphithéâtre vu du delta du Saint-Maurice.